# Galez
Galez är en kommun i departementet Hautes-Pyrénées i regionen Occitanien i sydvästra Frankrike. Kommunen ligger i kantonen Galan som tillhör arrondissementet Tarbes. År 2022 hade Galez 176 invånare.

## Befolkningsutveckling
Antalet invånare i kommunen Galez
| Referens: INSEE |